# آخرین ماشین دنیا
آخرین ماشین دنیا یک فیلم تلویزیونی محصول سال ۱۳۹۳ به کارگردانی، نویسندگی و تهیه‌کنندگی اسماعیل راد می‌باشد که ابتدا از شبکه استانی فارس و سپس ازشبکه های شبکه سوم و شبکه شماسیماپخش شد.
فیلم آخرین ماشین دنیا قبل از مسافران دلباخته و هوای پدر به کارگردانی اسماعیل راد بود.

## بازیگران
- خشایار راد
- سعید نورالهی
- حلیمه سعیدی
- گیتی معینی
- اردشیر کاظمی
- نادر شهسواری
- آرمین صالحی
- حبیب بختیاری
- میلاد حاجی زاده
- علیرضا کرمی
- پانته آ خوش نژاد
- طاهره شریفی
- حامد رستمی
- علیرضا مهرام
- لیلا فیجانی
- محمدحسن ویژه
- نگهدار جمالی
- جلیل کوثریان
- حسین موزه
- یعقوب مقدم نیا
- محمد سامی
- سعید روزبه
- رایا آقایی فر
- فرجاد محمدی

## سایر عوامل
- طراح صحنه و لباس: محمد ناصریراد
- عکاس: محمد ناصریراد
- برنامه ریز: پرنیا کاظمیپور
- دستیار کارگردان: میلاد حاجی زاده و علیرضا کرمی
- دستیار تصویر: میلاد خدر/جواد گرانمایه